# Frederik Brask Terkelsen
Frederik Brask Terkelsen (født 1. april 1987) er en dansk softballspiller. Hans primære position er outfielder, men han spiller også 1. basemand og pitcher. I Danmark har han spillet for Hurricanes, Hørsholm Baseball Softball Klubs softballhold, hvor han er noteret for 281 kampe (2015). Han har desuden spillet 37 u19 landskampe og 141 senior landskampe for Danmark (2022)
Frederik er født ind i en softballfamilie, hvor både far, Jens, og mor, Susanne, har været aktive spillere – inklusive en landsholdskarriere (henholdsvis 83 og 43 landskampe). Jens Terkelsen har endvidere været medstifter af Dansk Baseball Softball Forbund og Hørsholm BSK. Frederik spiller sammen med lillebror Valdemar Brask Terkelsen på både klub- og landshold.
Frederik Brask Terkelsen stiftede bekendtskab med baseball, da han i 2006 og 2007 deltog i MLB (Major League Baseball) European Academy i Tirrenia, Italien. Her gjorde han det så godt, at han i september 2007 skrev under på en professionel kontrakt med Los Angeles Angels of Anaheim som den første dansker nogensinde. Der har tidligere været en enkelt dansker i professionel baseball, Olaf Henriksen, men han var immigreret til USA som ganske lille.
Brask Terkelsen nåede dog kun at snuse til baseball-sporten. Han brød hurtigt kontrakten med Angels, for at koncentrere sig om softball. Han har i flere sæsoner spillet semi-professionelt i USA og Canada, hvor han i 2010 blev den første europæer, der har vundet det uofficielle VM for klubhold.  Hans canadiske klubhold, Jarvis Travelers vandt den såkaldte ISC (International Softball Congress)turnering.  Denne bedrift blev gentaget i både 2011 og 2012, hvor begge sæsoner tilmed bød på triumfer både ved Europa Cup'en for mesterhold og det danske mesterskab.  Alle disse turneringer blev vundet med det danske klubhold Hørsholm Hurricanes.

## National senior klub karriere
- 2001 – Hørsholm Hurricanes – nr 6 ved DM
- 2002 – Hørsholm Hurricanes – nr 4 ved DM
- 2003 – Hørsholm Hurricanes – nr 5 ved DM
- 2004 – Hørsholm Hurricanes – nr 5 ved DM
- 2005 – Hørsholm Hurricanes – nr 5 ved DM
- 2006 – Hørsholm Hurricanes – Sølv ved DM, kåret til bedste batter
- 2007 – Hørsholm Hurricanes – Sølv ved DM, kåret til bedste batter
- 2008 – Hørsholm Hurricanes – Sølv ved DM
- 2009 – Hørsholm Hurricanes – Sølv ved DM
- 2010 – Hørsholm Hurricanes – Guld ved DM
- 2011 – Hørsholm Hurricanes – Guld ved DM
- 2012 - Hørsholm Hurricanes - Guld ved DM, kåret til bedste batter og MVP
- 2013 - Hørsholm Hurricanes - Sølv ved DM
- 2014 - Hørsholm Hurricanes - Guld ved DM
- 2015 - Hørsholm Hurricanes - Sølv ved DM
- 2016 - Hørsholm Hurricanes - Sølv ved DM
- 2017 - Hørsholm Hurricanes - Guld ved DM
- 2018 - Hørsholm Hurricanes - Sølv ved DM
- 2019 - Hørsholm Hurricanes - Guld ved DM, kåret til bedste batter
- 2020 - Hørsholm Hurricanes - Sølv ved DM
- 2021 - Hørsholm Hurricanes - Sølv ved DM
- 2022 - Hørsholm Hurricanes - Guld ved DM
- 2023 -Hørsholm Hurricanes - Guld ved DM
- 2024 - Hørsholm Hurricanes - Guld ved DM, kåret til bedste batter

## International senior klub karriere
- 2005 – Porirua United, New Zealand
- 2006 – Porirua United, New Zealand
- 2007 – Mt Albert Ramblers, New Zealand – NZ mester
- 2007 – Hørsholm Hurricanes – nr 4 ved Europa Cup
- 2008 – Broken Bow Gremlins, USA – nr 8 ved ISC World Tournament
- 2008 – Hørsholm Hurricanes – Bronze ved Europa Cup
- 2009 – Mt Albert Ramblers, New Zealand – NZ mester
- 2009 – Hørsholm Hurricanes – Europa Cup vinder, kåret til bedste batter og MVP
- 2009 – Broken Bow Patsys, USA – nr 2 ved ISC World Tournament
- 2009 – EHS, Holland – nr 2 ved hollandske mesterskaber
- 2010 – Hørsholm Hurricanes – Europa Cup vinder
- 2010 – Jarvis Travelers, Canada – Vinder ved ISC World Tournament
- 2010 – Magos de Tenerife, Spanien – Spansk mester
- 2011 – Jarvis Travelers, Canada – Vinder ved ISC World Tournament, udtaget til All Star holdet
- 2011 – Hørsholm Hurricanes – Europa Cup vinder, kåret til bedste batter
- 2012 - Jarvis Travelers, Canada - Vinder ved ISC World Tournament, udtaget til All Star holdet
- 2012 - Hørsholm Hurricanes - Vinder af Super Cup
- 2013 - Jarvis Hallman Twins, Canada - nr 4 ved ISC World Tournament
- 2013 - Hørsholm Hurricanes - nr 2 ved Super Cup
- 2014 - Hallman Twins, Canada - nr 2 ved ISC World Tournament, udtaget til All star holdet, flest rbi's i turneringen
- 2014 - Hørsholm Hurricanes - nr 2 ved Super Cup, kåret til bedste batter
- 2015 - Hallman Twins, Canada - nr 17 ved ISC World Tournament
- 2015 - Hørsholm Hurricanes - nr 3 ved Super Cup
- 2016 - Hørsholm Hurricanes - nr 6 ved Super Cup
- 2017 - Hørsholm Hurricanes - nr 9 ved Super Cup
- 2018 - Hørsholm Hurricanes - nr 8 ved Super Cup
- 2019 - Hørsholm Hurricanes - Vinder af Super Cup
- 2019 - Catania Islanders - Italiensk mester
- 2021 -  Hørsholm Hurricanes - Vinder af Super Cup
- 2022 - Hørsholm Hurricanes - nr 3 ved Super Cup
- 2023 - Hørsholm Hurricanes - nr 4 ved Super Cup
- 2024 - Hørsholm Hurricanes - Vinder af Super Cup

## International seniorlandsholds karriere
- 2002 – Debut på det danske seniorlandshold
- 2007 – Sølv ved EM, kåret som bedste batter
- 2009 – nr 11 ved VM
- 2012 - nr 4 ved EM
- 2014 - Sølv ved EM
- 2015 - nr 13 ved VM
- 2018 - Bronze ved EM
- 2019 - nr 9 ved VM
- 2021 - Sølv ved EM
- 2023 - Sølv ved EM

## International juniorlandsholds karriere
- 2002 – Sølv ved u19 EM
- 2004 – Guld ved u19 EM, kåret som bedste pitcher
- 2005 – nr 9 ved u19 VM
- 2006 – Sølv ved u19 EM